# 參珠螺
參珠螺（学名：Triphora alveolatus）为左錐螺科左錐螺屬下的一个种。